# أليكس أنتونيو دي ميلو سانتوس
أليكس أنتونيو دي ميلو سانتوس (16 أبريل 1983 في ديامانتينا، ميناس جيرايس في البرازيل – )؛ هو لاعب كرة قدم سابق كان يلعب كمدافع.

## وصلات خارجية
- أليكس أنتونيو دي ميلو سانتوس على موقع رابطة كرة القدم اليابانية للمحترفين (اليابانية)
- أليكس أنتونيو دي ميلو سانتوس على موقع Soccerway.com (الإنجليزية)
- أليكس أنتونيو دي ميلو سانتوس على موقع عالم كرة القدم.نت (الإنجليزية)